# Unité de mesure japonaise
Le Japon utilise le Système international d'unités (SI) depuis 1891. Les Japonais continuent cependant à utiliser en parallèle l'ancien système de mesure pour les longueurs (shaku 尺) et les poids (kan 貫), le Shakkan-hô 尺貫法. 
Ce parallélisme durera jusqu’en 1959, quand la métrification est généralisée.
L'ancien système est encore utilisé dans certains cas. Les anciennes mesures sont courantes en menuiserie et en agriculture, avec des outils tels que les ciseaux, les spatules, les scies et les marteaux dimensionnés en sun et bu. La surface au sol des habitations est encore exprimée en termes de tatamis, et les terrains sont vendus sur la base du prix en tsubo. Le saké est vendu en multiples de gō, les bouteilles les plus courantes étant de 4 gō (720 mL) ou 10 gō (1,8 L, isshōbin).
Le système traditionnel japonais, dérivé du système chinois, est fondé sur les proportions du corps humain, tels que le pied (shaku) ou la main (tsuka). Ces unités sont très proches des unités occidentales. Les différences sont en relation directe avec la proportion du corps humain dont les valeurs moyennes ou symboliques sont différentes en Europe et en Asie orientale.

## Les unités de longueur

### Leshakuet lehiro
Anciennes unités de mesure japonaise encore utilisées dans l'artisanat traditionnel, comme les sabres (katana) et les arcs (yumi) :
- 1 shaku (尺) est une unité de base qui correspond à 10⁄33 m , soit environ 30,30 cm. C'est l'équivalent du pied. Le shaku est divisé en 10 unités appelées sun ;
- le hiro correspond, à l'envergure, hiro, d'une personne. C'est une unité de profondeur, l'équivalent de la brasse. Un hiro (尋) = 6 shaku (尺), soit environ 1,818 m.

Autres unités :
- 1 jō (丈) = 10 shaku (尺) = 100 sun (寸) = 1 000 bu (分) = 10 000 rin (厘) = 100 000 mō (毛 / 毫) ;
- 1 chō (町) = 360 shaku (尺)  = 10 908 cm = 109,08 m.
- 1 ri (里) = 12 960 shaku (尺) = 392 688 cm = 3 926,88 m.

### Leken
Pendant la seconde moitié du Moyen Âge nippon[Quand ?], une autre unité fait son apparition, le ken (間). Son utilisation s'est développée surtout pour la construction et l'urbanisme. Le ken correspond à la dimension standard entre les piliers d'une construction. Un ken = 6 shaku, soit 1,818 2 m. Le ken (間) est aussi en rapport avec le corps humain[réf. nécessaire], mais son rapport avec les autres unités n'est pas décimal.

## Les tailles des vêtements

### Lekujira-shaku
Le kujira-shaku peut être traduit par « long shaku », utilisé principalement dans la production de vêtements traditionnels, même de nos jours. On pense que ce terme provient d'un ancien outil de mesure utilisé dans l'industrie textile, fabriqué à partir de vibrisses de baleine. Un kujira-shaku = 37,88 cm. Par exemple, la taille 27 correspond à 2,7 kuri-shaku, ou en d'autres termes : 2,7 × 37,88 cm = 102,3 cm. Les fabricants japonais traditionnels se conforment à cette norme, mais c'est rarement le cas lorsque les hakama ne sont pas fabriqués au Japon.

## Les unités de surface

### Letsubo
Un tsubo (坪) = 1 ken2, soit 1,818 × 1,818 m ou 3,305 m2.

### Le tatami, lejō
L'unité de surface actuellement utilisée pour la surface d'une pièce est le jō (畳), correspondant à la surface d'un tatami (d'où son nom) dont la dimension standard (91 × 182 cm soit 1,656 2 m2), qui doit toujours conserver le rapport de 1:2, sert à couvrir le sol des pièces. Cependant, la dimension du tatami peut varier suivant les régions : à Tokyo, par exemple, où l'immobilier est le plus cher, sa dimension n’est que de 88 × 176 cm. Le tatami est basiquement la surface minimale pour une personne allongée ou deux personnes assises.
Un jō (畳) = 1 tatami standard = 6 shaku (尺) × 3 shaku (尺) (181,82 × 90,91 cm) = 1,653 m2.